# Juan Pablo Zárate
Juan Pablo Zárate Fagiuoli (n. Córdoba, Argentina; 17 de febrero de 1991) es un futbolista argentino. Su posición es delantero centro y actualmente juega en el Club Atlético All Boys de la Primera Nacional.

## Trayectoria

### Inicios
Surgido de las divisiones inferiores de Belgrano de Córdoba y promovido a primera por Dalcio Giovagnoli para la pretemporada del equipo en vista al torneo 2008-2009 de la Primera B Nacional. El 28 de mayo del 2009 de ese mismo torneo integró por primera vez el banco de suplentes. 
Su debut entre los titulares se dio el 24 de octubre del 2009 por sus buenas actuaciones en las inferiores (goleador de la quinta división), frente a Independiente Rivadavia en condición de visitante. 
Fue fichado en el Club Villa Mitre.

### Monagas Sport Club
Para la temporada 2017, Comienza a trabajar con el Monagas SC por el próximo año, procedente del Club Villa Mitre, como refuerzo de cara al Torneo Apertura 2017. Concreta su primer gol con el Monagas SC el 12 de febrero de 2017 ante el Zulia FC. El 1 de abril consigue marcar su segundo Gol para darle el empate al Monagas contra el Deportivo Táchira.

## Clubes
| Club                 | País      | Año       | PJ | Goles |
| -------------------- | --------- | --------- | -- | ----- |
| Belgrano             | Argentina | 2008-2011 | 3  | 0     |
| Pachuca B            | México    | 2011      | 0  | 0     |
| Sportivo Italiano    | Argentina | 2011-2012 | 12 | 0     |
| Gimnasia y Tiro      | Argentina | 2012-2013 | 23 | 2     |
| Sarmiento (La Banda) | Argentina | 2013-2014 | 27 | 14    |
| Unión Aconquija      | Argentina | 2014      | 6  | 0     |
| Villa Mitre          | Argentina | 2015-2016 | 57 | 19    |
| Monagas SC           | Venezuela | 2017      | 16 | 2     |
| Zamora FC            | Venezuela | 2018-2019 | 22 | 2     |
| Villa Mitre          | Argentina | 2019-2020 | 26 | 3     |
| Club Cipolletti      | Argentina | 2021      | 32 | 17    |
| Villa Dálmine        | Argentina | 2022      | 16 | 2     |
| All Boys             | Argentina | 2023      | 29 | 2     |
| Excursionistas       | Argentina | 2025-Act  | 21 | 11    |

## Estadísticas
| Equipo              | Temporada           | Liga doméstica   | Liga doméstica   | Copas doméstica | Copas doméstica | Competición extranjera | Competición extranjera | Total | Total |
| Equipo              | Temporada           | PJ               | Goles            | PJ              | Goles           | PJ                     | Goles                  | PJ    | Goles |
| Venezuela           | Venezuela           | Primera División | Primera División | Copa Venezuela  | Copa Venezuela  | CONMEBOL               | CONMEBOL               | PJ    | Goles |
| ------------------- | ------------------- | ---------------- | ---------------- | --------------- | --------------- | ---------------------- | ---------------------- | ----- | ----- |
| Monagas SC          | 2017                | 7                | 2                | 0               | 0               | —                      | —                      | 7     | 2     |
| Monagas SC          | Total               | 7                | 2                | 0               | 0               | —                      | —                      | 7     | 2     |
| Total de su carrera | Total de su carrera | 7                | 2                | 0               | 0               |                        |                        | 7     | 2     |

## Selección nacional
Ha participado en distintas competiciones internacionales con la Selección Argentina Sub-18 y Sub-20.

## Palmarés

### Campeonatos nacionales
| Título           | Club    | País      | Año  |
| ---------------- | ------- | --------- | ---- |
| Torneo Apertura  | Monagas | Venezuela | 2017 |
| Primera División | Monagas | Venezuela | 2017 |
| Torneo Apertura  | Zamora  | Venezuela | 2018 |
| Primera División | Zamora  | Venezuela | 2018 |

### Distinciones individuales
| Distinción                               | Año  |
| ---------------------------------------- | ---- |
| Goleador del Torneo Federal A (17 goles) | 2021 |